# Forza Horizon 5
Forza Horizon 5 é um jogo eletrônico de corrida desenvolvido pela Playground Games em associação com Turn 10 Studios, e publicado pela Xbox Game Studios. É o quinto jogo da série Forza Horizon e o décimo segundo título principal da franquia Forza. O jogo se passa em uma representação ficcional do México. Foi lançado em 9 de novembro de 2021 para Microsoft Windows, Xbox One e Xbox Series X/S. Posteriormente foi lançado no PlayStation 5 em 29 de abril de 2025.

## Jogabilidade
Forza Horizon 5 é um jogo eletrônico de corrida ambientado em um ambiente de mundo aberto sediado no México. O jogo tem o maior mapa de toda a série Forza Horizon, sendo 50% maior do que o de Forza Horizon 4, além de também ter o ponto mais alto da série Horizon. O mapa foi descrito pelo diretor criativo Mike Brown como um dos mapas mais diversificados da série Forza Horizon que a equipe já construiu. O mapa contém áreas como um vulcão ativo da caldeira, selvas e praias, antigos templos maias e cidades como Guanajuato. Os jogadores podem explorar o mundo aberto livremente, embora também possam competir em corridas multijogador e completar o modo campanha. Tanto os carros apresentados no jogo quanto o personagem do jogador podem ser amplamente personalizados. O jogo é o primeiro da franquia a oferecer suporte a ray tracing em carros (embora isso só esteja disponível em ForzaVista).
O jogo apresenta um novo sistema de clima (clima local) no qual os jogadores podem visitar um lado do mapa e ver visivelmente uma tempestade. Como o México é um país vasto com uma ampla gama de elevações, vários climas apareceriam no jogo ao mesmo tempo. As quatro estações ainda existem, mas afetariam os onze biomas exclusivos ao redor do mapa. Por exemplo, na estação seca, tempestades de areia aparecerão, enquanto tempestades tropicais ocorrerão durante a temporada de tempestades de outono. Outro detalhe está na selva, onde o ambiente agora reage ao clima; um exemplo disso são as folhas voando por toda parte.
Ele também apresenta um novo "Horizon Arcade". Isso consiste em uma série de jogos mini-multijogador espalhados pelo mapa. Um desses jogos mini-multijogador é o "Piñata pop", onde o avião de carga do Horizon Festival solta as piñatas. O objetivo é estourar o máximo de piñatas que puderem com a ajuda de outros jogadores. Ele também apresenta o "EventLab", um conjunto de ferramentas no qual os jogadores podem criar jogos personalizados, corridas e muito mais, dependendo de suas preferências pessoais. Um novo recurso chamado "Forza Link" foi introduzido. De acordo com Brown, é um assistente de IA que rastreia o status atual dos jogadores, ajudando-os a se conectar com outros jogadores on-line e jogar juntos. O Forza Link também pode conectar os sistemas GPS dos jogadores se eles aceitarem o convite de outro jogador.

## Customização Sonora
Forza Horizon 5 desde suas primeiras gameplays mostrou como a equipe de desenvolvedores estava empenhada para deixar o game com um rico detalhamento não só visual mas também sonoro. Agora as peças mecânicas como escapamento, filtro de ar e turbinas alteram não apenas a performance do veículo, mas também seu ronco.

## Localizações conhecidas
O jogo será ambientado em um mapa fictício baseado nos arredores da cidade de Guanajuato, no México. Estão retratados os seguintes pontos de interesse:
- Alhóndiga de Granaditas
- Arco de Cabo San Lucas
- Barranco del Cobre
- Cascadas de Agua Azul
- Castillo Santa Cecilia
- Ek' Balam
- Faro de Santa Clara
- Gran Telescopio Milimétrico
- Grand Velas Los Cabos
- Heroica Mulegé
- Hotel Mirador
- Iglesia de San Domingo
- La Santíssima Trinidad
- Missão de Mulegé
- Nevado de Toluca
- Oratorio de San Felipe
- Parque Municipal de Béisbol Jose Aguilar y Maya
- Puente Baluarte
- Plaza de La Paz
- Teatro Juarez
- Teatro Principal
- Templo de Quechula
- Teotihuacán
- Tula
- Tulum
- Universidade de Guanajuato
- Uxmal
- Valle de Las Ranas

## Versões
O jogo estará disponível desde o primeiro dia com o Xbox Game Pass, mas também estará disponível para compra separadamente em três edições:
- Padrão, contendo apenas o jogo;
- Deluxe, contendo o jogo, o pacote VIP e o pacote de boas-vindas, um pacote adicional especial contendo 5 carros adequadamente atualizados para os vários tipos de desafios presentes no jogo;
- Premium, inclui, além do conteúdo da Deluxe Edition, o Car Pass contendo 8 carros Formula Drift disponíveis desde o lançamento e 42 carros disponibilizados durante os primeiros seis meses após o lançamento do jogo, acesso de visualização a partir de 5 de novembro de 2021 e dois pacotes de espaço reservado para futuras expansões adicionais.

## Expansões
A primeira expansão do jogo, Forza Horizon 5: Hot Wheels, uma continuação de uma expansão semelhante para Forza Horizon 3, foi lançada em 19 de julho de 2022. Este anúncio vazou acidentalmente por meio de uma listagem do Steam três dias antes de seu anúncio oficial. a segunda expansão do jogo, Forza Horizon 5: Rally Adventure, foi lançada em 29 de março de 2023. Inclui um novo mapa, uma variedade de veículos fora da estrada, como caminhões de troféus e buggies, e um novo modo de carreira. uma expansão do pacote de carros do jogo intitulada Forza Horizon 5: Fast X – Car Pack foi apresentada em 5 de dezembro de 2023, apresentando os veículos do filme de 2023 Fast X, a décima parcela da franquia Velozes e Furiosos e a segunda da série desde Forza Horizon 2 em 2015.

## Curiosidades
A Playground Games contou com a consultoria de Lalo Alcaraz, que trabalhou como consultor para a Pixar no fime "Coco", para poder recriar a cultura mexicana, as pessoas e locais no jogo de forma fiel, ajudando no enredo do jogo e no nome dos personagens.
Ela ainda contou ajuda do Departamento de Cultura do Governo Mexicano e foi pedido por eles que o jogador não dirija nos templos antigos ou destruir monumentos históricos retratados no jogo.

## Ligações Externas
- Sítio oficial